# Wilhelm Elias von Ahles
Wilhelm Elias von Ahles (1829-1900) fue un botánico, liquenólogo alemán.

## Algunas publicaciones

### Libros
- 1860. De Pertusariis (DC.) et de Conotremate (Tuckerman synops) novum Europae genus. Ed. Osswald. 19 pp.
- 1876. Atlas d'histoire naturelle: champignons. Ed. Ract & Cie. 22 pp.
- cornelis antoon jan abraham Oudemans, heinrich Gross, wilhelm elias von Ahles. 1883. Afbeeldingen en beschrijvingen der voornaamste handelsplanten (Fotos y descripciones de las plantas comerciales principales). Ed. T. van Holkema. 48 pp.
- 1898. Allgemein verbreitete essbare und schädliche Pilze: mit einigen mikroskopischen Vergrösserungen und erläuterndem Text zum Gebrauche in Schule und Haus (Del uso general de los hongos comestibles y nocivos: ampliación microscópica y un texto explicativo para el uso en la escuela y el hogar). Ed. J.F. Schreiber. 52 pp.

- La abreviatura «Ahles» se emplea para indicar a Wilhelm Elias von Ahles como autoridad en la descripción y clasificación científica de los vegetales.[1]